# Nemesia seldeni
Nemesia seldeni är en spindelart som beskrevs av Decae 2005. Nemesia seldeni ingår i släktet Nemesia och familjen Nemesiidae. Inga underarter finns listade i Catalogue of Life.